# Cyrto-hypnum koelzii
Cyrto-hypnum koelzii là một loài Rêu trong họ Thuidiaceae. Loài này được (H. Rob.) W.R. Buck & H.A. Crum mô tả khoa học đầu tiên năm 1990.